# Municipio de Duty
El municipio de Duty (en inglés: Duty Township) es un municipio ubicado en el condado de Lawrence en el estado estadounidense de Arkansas. En el año 2010 tenía una población de 501 habitantes y una densidad poblacional de 8,67 personas por km².

## Geografía
El municipio de Duty se encuentra ubicado en las coordenadas 36°4′14″N 91°4′17″O / 36.07056, -91.07139. Según la Oficina del Censo de los Estados Unidos, el municipio tiene una superficie total de 57.81 km², de la cual 56,48 km² corresponden a tierra firme y (2,3 %) 1,33 km² es agua.

## Demografía
Según el censo de 2010, había 501 personas residiendo en el municipio de Duty. La densidad de población era de 8,67 hab./km². De los 501 habitantes, el municipio de Duty estaba compuesto por el 98,8 % blancos, el 0,2 % eran afroamericanos y el 1 % eran de una mezcla de razas. Del total de la población el 0,6 % eran hispanos o latinos de cualquier raza.